# Verminkt (boek)
Verminkt (oorspronkelijke Engelse titel: Chromosome 6) is een boek geschreven door de Amerikaanse schrijver Robin Cook.

## Verhaal
Op een dag wordt een lid van de maffia neergeschoten. Wanneer Jack Stapleton, forensisch patholoog ook anatoom genoemd, autopsie wil doen op het lichaam blijkt het verdwenen te zijn. Maar een paar dagen later komt er op de autopsietafel een lijk te liggen zonder hoofd, handen, voeten en lever. Jack gaat op onderzoek uit samen met zijn vriendin Laurie en deze zoektocht leidt hen naar Equatoriaal-Guinea waar hun leven op het spel komt te staan.